# Розгінний блок
Розгінний блок (скорочено РБ) — ступінь ракети-носія (зазвичай четвертий), призначений для переведення космічного апарата з опорної орбіти на цільову орбіту штучного супутника Землі і на відльотні траєкторії до інших планет.

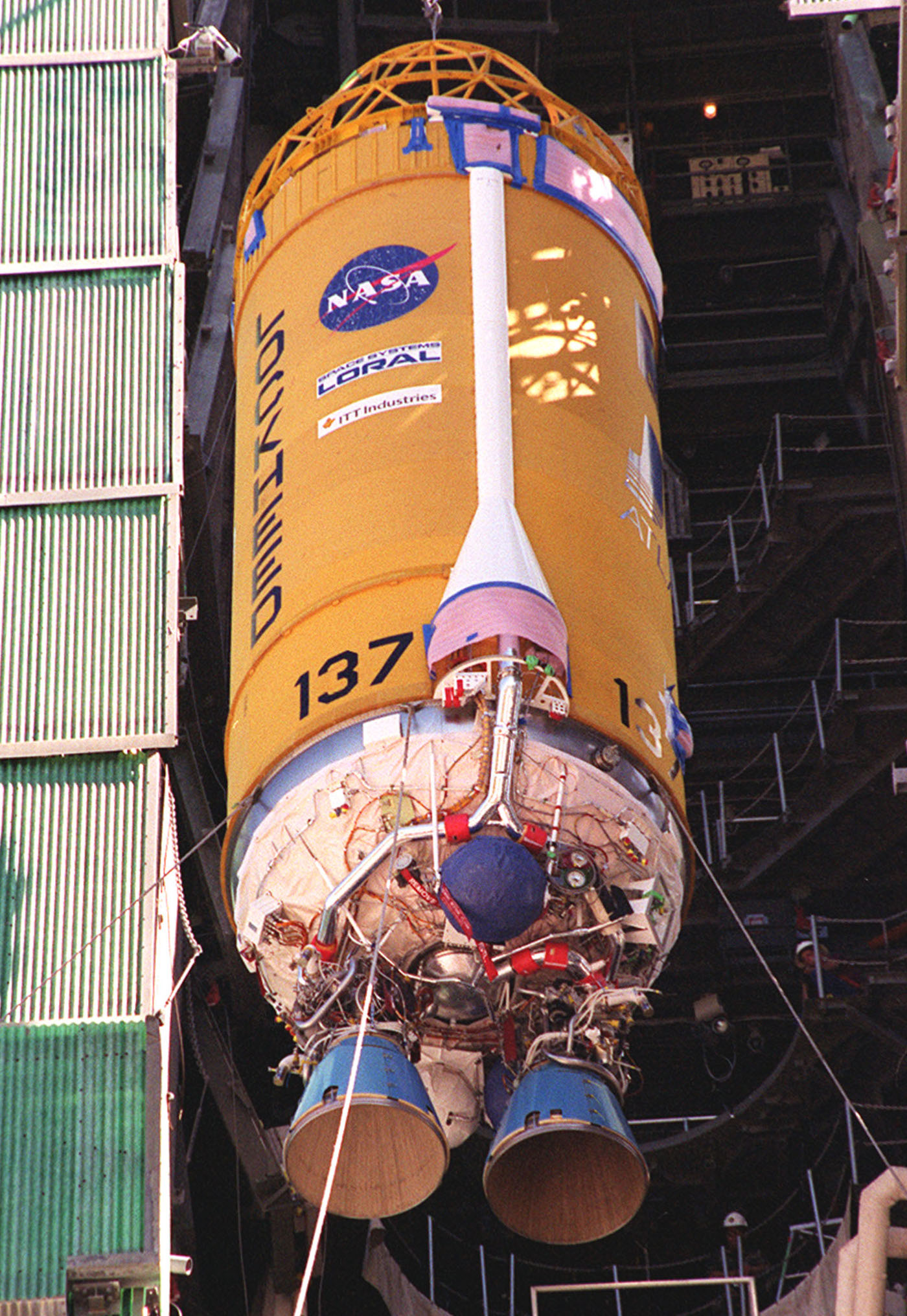
Розгінний блок Центавр 2A для верхнього ступеня РН «Атлас II».

Для цього РБ повинні мати можливість виконувати один або кілька маневрів, пов'язаних зі зміною швидкості польоту, для чого в кожному випадку передбачається включення маршевого двигуна. Між цими включеннями йдуть тривалі (до декількох годин) ділянки пасивного польоту по перехідних орбітах або траєкторіями.
Таким чином, будь-який РБ повинен мати маршевий двигун багаторазового включення, а також додаткову реактивну систему або рухову установку, що забезпечує орієнтацію і стабілізацію руху РБ з космічним апаратом і створення умов для запуску маршового двигуна. При цьому управління роботою його двигунів може здійснюватися як від системи управління КА, так і від автономної системи управління самого РБ. В останньому випадку він повинен мати спеціальний приладовий відсік для її розміщення.
При цьому забезпечується виконання вимог щодо орієнтації та точності виведення КА.
Зазвичай пальним є токсичні висококиплячі компоненти палива. Наприклад: АТ та НДМГ.
Однак на розгінних блоках Д, ДМ, ДМ-SL використовуються кріогенні компоненти палива: рідкий кисень та гас.
| Космос | Це незавершена стаття про космос або космічний політ. Ви можете допомогти проєкту, виправивши або дописавши її. |